# Ángel Ossorio y Gallardo
Ángel Ossorio y Gallardo (Madrid, 20 de junio de 1873-Buenos Aires, 19 de mayo de 1946) fue un abogado y político español, de inclinaciones democristianas. Conspicuo maurista, fue concejal del Ayuntamiento de Madrid, diputado a Cortes, gobernador civil de Barcelona y ministro de Fomento en el cuarto gobierno de Antonio Maura durante la Restauración borbónica.
Crítico con la dictadura de Primo de Rivera, durante la Segunda República Española repitió como diputado a Cortes, autodefiniéndose como «Monárquico sin Rey, al servicio de la República» y, ya durante la guerra civil, ejerció de embajador de la República en Francia, Bélgica y Argentina. Tras el triunfo del bando franquista en el conflicto, formó parte del gabinete republicano en el exilio presidido por José Giral.
Se destacó en el proceso de concepción de la idea de «solución corporativa» entre 1913 y 1931. Fue conocido por el apodo de «Papa de la juridicidad».

## Biografía
Nació en el 20 de junio de 1873 en Madrid, en el barrio de Lavapiés.Se licenció en Derecho por la Universidad de Madrid alcanzando gran prestigio como abogado y escritor a principios del siglo xx, con obras como El alma de la toga y El divorcio en el matrimonio civil. Presidió la Real Academia de Jurisprudencia y Legislación y el Ateneo de Madrid. Era hijo del periodista Manuel Ossorio y Bernard y hermano de Carlos y María de Atocha Ossorio y Gallardo.
En 1902 se convirtió en concejal del Ayuntamiento de Madrid.

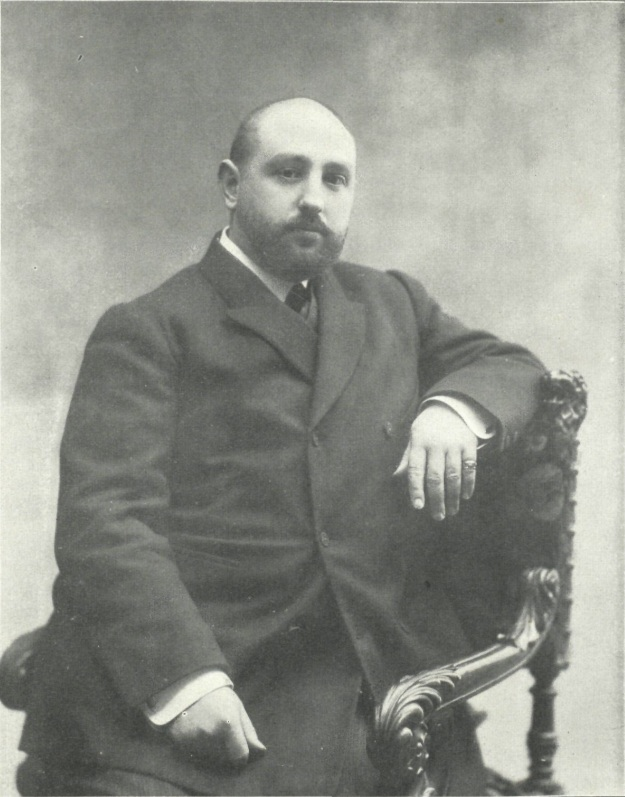
Fotografiado por Audouard (c. 1907), cuando era gobernador civil de Barcelona.

El 29 de enero de 1907 sustituyó a Francisco Manzano en el cargo de gobernador civil de la provincia de Barcelona. En julio de 1909 estalló la Semana Trágica, en la que se opuso a recurrir al Ejército para acabar con la actividad huelguística, teniendo finalmente que huir de Barcelona por mar. Cesó en el cargo en el mismo año 1909, y el Gobierno de Antonio Maura le sustituyó en el cargo por el abogado valenciano Evaristo Crespo Azorín. Sus vivencias durante estos trágicos sucesos quedaron reflejadas en su obra Barcelona, julio de 1909 (1910).
Hacia 1913 cuando trabajada en su tesis titulada Historia del pensamiento político catalán durante la guerra de España con la República francesa (1793-1795) consultó una serie de documentos entre los cuales encuentra uno titulado Diario de lo ocurrido en Barcelona mientras la oprimieron los franceses. 13 de febrero de 1808 a 28 de mayo de 1814. En este libro redactado a modo de diario figura la primera víctima de la invasión francesa Miguel Martín Cuesta natural de Vadocondes.
Tuvo una larga tradición de diputado en el Congreso durante la Restauración por el distrito de Caspe de la circunscripción de Zaragoza como miembro del Partido Conservador, iniciando su carrera política como diputado por Zaragoza, escaño que obtendrá en las sucesivas elecciones celebradas hasta 1920. 
| «Ossorio es un caso de estudio. Inteligente, se tropieza pronto en él con la terquedad. Íntegro, de buena intención, con el grano de malicia para no caer en el papanatismo. Chistoso, mordaz, pronto al apasionamiento. Con fuertes nociones conservadoras sobre el Estado, la autoridad, el gobierno, etc., y ganoso de popularidad.» —Manuel Azaña sobre Ossorio |

Fue ministro de Fomento entre el 15 de abril y el 20 de julio de 1919 en el gobierno que presidió Antonio Maura. Como ministro en 1919 intervino en la conflictividad agraria en Sevilla y propuso la prioridad del empleo de una mano de obra que fuese de la misma localidad sobre la de los forasteros. En su obra "Mis Memorias" se sentía orgulloso de su planteamiento, como anticipación a la ley de términos municipales que introdujo Largo Caballero en el primer bienio de la Segunda República.
En 1922 abandonó el partido conservador, uniéndose al Partido Social Popular.
En 1923, con el golpe de Estado de Primo de Rivera se alejó temporalmente de la política, a la que retornó al producirse la caída de la Dictadura y en 1931 con la proclamación de la Segunda República. Por entonces rompió con las derechas y con la propia Iglesia.
Participó en los tres procesos electorales celebrados durante la II República Española a la que prestó todo su apoyo, ya que a pesar de sus ideas monárquicas pidió explícitamente la abdicación de Alfonso XIII declarándose «monárquico sin rey al servicio de la República».
Así, en las elecciones del 28 de junio de 1931, fue elegido por Madrid en la autodenominada candidatura de Apoyo a la República obteniendo uno de los escaños reservados a las minorías. Fue decano del Colegio de Abogados de Madrid entre 1930 y 1933. Ossorio y Gallardo fue el abogado defensor de Lluís Companys en el juicio al ejecutivo catalán por los hechos del seis de octubre, ante el Tribunal de Garantías Constitucionales (27 mayo-6 de junio de 1935).
Firme defensor de la existencia del Senado como una cámara de representación corporativa, con la caída de la monarquía alfonsina intentó que se aprobara su proyecto de Senado con 180 senadores electivos, formado exclusivamente «por representantes de asociaciones patronales, obreras, profesionales y culturales». Finalmente, las Cortes republicanas votaron a favor de suprimir el Senado por 150 votos contra 100 en la sesión del 27 de octubre de 1931. Tras perder la votación, Ossorio acusó a los diputados conservadores y agrarios, que se habían retirado del Parlamento, de no haberle apoyado para impedir el triunfo del unicameralismo que preconizaban los socialistas.
Fue nombrado entre 1936 y 1939 embajador en Francia, Bélgica y Argentina, país este al que se exilió al finalizar la Guerra Civil, y donde formaría parte del gobierno en el exilio presidido por José Giral.
Falleció exiliado en Buenos Aires el 19 de mayo de 1946.

## Ideología

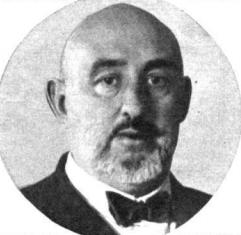
Ángel Ossorio y Gallardo

Ossorio y Gallardo, que era católico en el contexto de la Restauración, es calificado como un maurista afín a ideas del catolicismo social, opuesto finalmente a la dictadura de Primo de Rivera en la década de 1920. Ya en la década de 1930 Ossorio fue caracterizado como un político católico conservador defensor de la Segunda República dentro de la democracia cristiana. En 1932 sostuvo una encendida discusión con Severino Aznar relativa a aspectos doctrinarios de dicha democracia cristiana. Fue sin embargo crítico con la política religiosa «anticlerical» de la segunda República, de la que dijo: «La República ha mantenido una política religiosa equivocada, injusta, inútil y peligrosa». Ideológicamente otra de las características que se ha destacado del pensamiento de Ossorio fue la oposición de este a las tendencias fascistas mussolinianas (al igual que a las comunistas). Ha sido encuadrado por parte de los autores como una de las cabezas de un movimiento nacido en la derecha política —heredero del maurismo— enfrentado al fascismo. Fue por otra parte admirador de Henri de Man.
Respecto a su posición en la cuestión del autonomismo catalán, la obra El debat estatutari del 1932 de Teresa Abelló Güell, editada por el parlamento catalán, lo califica en los debates del Estatuto de autonomía de Cataluña de 1932 —al cual se mostró en general favorable—, como un diputado «monárquico sin rey» (como él se llegó a definir) proclive a un entendimiento mutuo entre el Estado y Cataluña, a la transferencia de poder de las Cortes Generales a la Generalidad así como a un respeto al idioma catalán. Es situado en dicha obra en contra tanto del extremo asimilador por parte del Estado español que negase las «aspiraciones catalanas» como del separatismo de la región catalana.
Concedió mucha importancia a la función social de la propiedad durante el trienio bolchevique. Convencido de la necesidad urgente de una reforma en el campo, pero nunca pensó en expropiar los latifundios mecánicamente por su tamaño: 

lo importante es que se cultive como debe cultivarse.[...] La solución es cultivar con arreglo a las posibilidades de la tierra y a las conveniencias del orden social.[...] El que no quiera o no pueda labrar así, habrá de cometerse a la expropiación, porque el interés particular tiene que ceder ante el social.

Ossorio y Gallardo aclaró en 1920 su posición ideológica para solucionar la cuestión social, oponiendo el cristianismo social al izquierdismo obrerista: "No hay otra fuerza defensiva sino ésa; una derecha demócrata, saturada de sentido cristiano.

## Obra escrita
Es autor de obras como:
- Barcelona. Julio de 1909: Declaración de un testigo, Madrid, Imprenta de Ricardo Rojas, 1910.
- Historia del pensamiento político catalán durante la guerra de España con la República francesa (1793-1795) (tesis doctoral), Madrid, Oliva, 1913.[23]
- El Alma de la Toga (1919) 3.ª ed., Madrid, Javier Morata, 1929.
- Esbozos Históricos, Madrid, Morata, 1930.
- Cartas a una Señora sobre Temas de Derecho Político, Madrid, Morata, 1932.
- Los Hombres de Toga, en el Proceso de Don Rodrigo Calderón, Madrid, Morata. 1934.
- Orígenes próximos de la España actual (De Carlos IV a Franco), Buenos Aires, Aniceto López Editor, 1940.
- La guerra de España y los católicos, Buenos Aires, Patronato hispano-argentino de cultura, 1942.[24]
- La palabra y otros tanteos literarios, Buenos Aires, 1945.
- Mis Memorias, Madrid, Tebas, 1975.
- La España de mi vida. Autobiografía, Barcelona, Grijalbo, 1977.
- Vida y sacrificio de Companys, Barcelona, Memorial Democrático de la Generalidad de Cataluña, 2010.